# Transitverkeer (Duitse Demokratische Republiek)

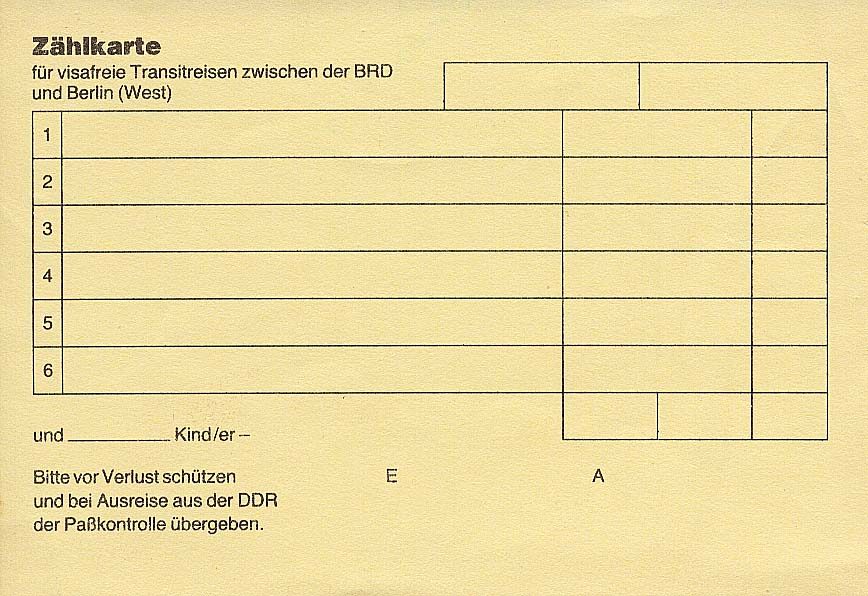
Telkaart voor visa-vrije transitreizen tussen de Bondsrepubliek en West-Berlijn.

Onder Transitverkeer verstaat men het verkeer van waren en personen van het ene land naar het andere, waarbij ten minste één ander land doorkruist wordt. In het geval van de Duitse Democratische Republiek (DDR) waren er bijzondere voorschriften voor het transitverkeer tussen de Bondsrepubliek Duitsland en West-Berlijn over de Duits-Duitse grens, dat slechts over enkele vastgestelde transitwegen mocht plaatsvinden. Ook voor het transitverkeer door de DDR naar Scandinavië, Polen en Tsjecho-Slowakije golden soortgelijke richtlijnen, ook dit verkeer diende gebruik te maken van vastgelegde trajecten. Het vliegverkeer maakte gebruik van vastgelegde luchtwegen.

## Juridische basis
De juridische basis was een door de overwinnaars van de Tweede Wereldoorlog op de Conferentie van Potsdam vastgelegd besluit:
14. Tijdens de bezettingstijd moet Duitsland als economische eenheid worden beschouwd.
Omwille van dit doel dienen gemeenschappelijke richtlijnen te worden opgezet.
[…]
g) voor het transport- en verkeerswezen.
Bij de doorvoering van deze richtlijnen dient eveneens rekening te worden gehouden met de plaatselijke beperkingen.
Daarmee kreeg de Geallieerde Controleraad in Duitsland de opdracht om regelingen voor het verkeer tussen de bezettingszones op te stellen. Later werden de transitwegen vastgelegd tussen de westelijke sectoren van Berlijn door de Sovjet-bezettingszone en de westelijke bezettingszones. Met het bevel van de Sovjet- Controlecommissie van 5 mei 1952 werden de beveiligings- en controlemaatregelen duidelijk gedefinieerd. De tot dan toe geldende vrijheden werden daarmee drastisch ingeperkt.
Na ondertekening van het Verdrag van Moskou gaf de regering van de Bondsrepubliek aan dat ratificering van het verdrag alleen zou plaatsvinden bij positieve gevolgen in Berlijn. Er kwamen bewegingen in de onderhandelingen, en hierop werd op 3 september 1971 het viermachtenakkoord over Berlijn. Dit betekende dat de Sovjet-Unie voor het eerst sinds 1945 ongehinderd transitverkeer over weg, spoor en water garandeerde tussen de Bondsrepubliek en West-Berlijn. Het akkoord voorzag dat details door de Bondsrepubliek en de DDR zelf geregeld dienden te worden. Hierdoor kwamen de onderhandelingen omtrent het transitverkeer, die reeds in 1970 begonnen waren, op gang.
Door het Transitakkoord zou het reis- en goederenverkeer tussen de Bondsrepubliek en West-Berlijn geregeld worden. Het akkoord voorzag dat het transitverkeer tussen de Bondsrepubliek en West-Berlijn in de toekomst zonder hindernissen in de makkelijkste, snelste en goedkoopste manier afgewikkeld diende te worden. Gezamenlijke richtlijnen voor de afwikkeling van het verkeer, de grenscontroles van de DDR en de gebruiksrechten op de transitwegen werden opgesteld. Op 17 december 1971 tekende Egon Bahr (Bondsrepubliek) en Michael Kohl (DDR) in Bonn de eerste Duits-Duitse overeenkomst op regeringsniveau.
De DDR gaf sommige van haar soevereiniteitsrechten op de transitwegen op, zoals het arresteren. Uitzonderingen waren alleen mogelijk bij misbruik van het akkoord, zoals bij verkeersongevallen en soortgelijke zaken. Het arresteren van gezochte personen was niet toegestaan.

## Wegverkeer

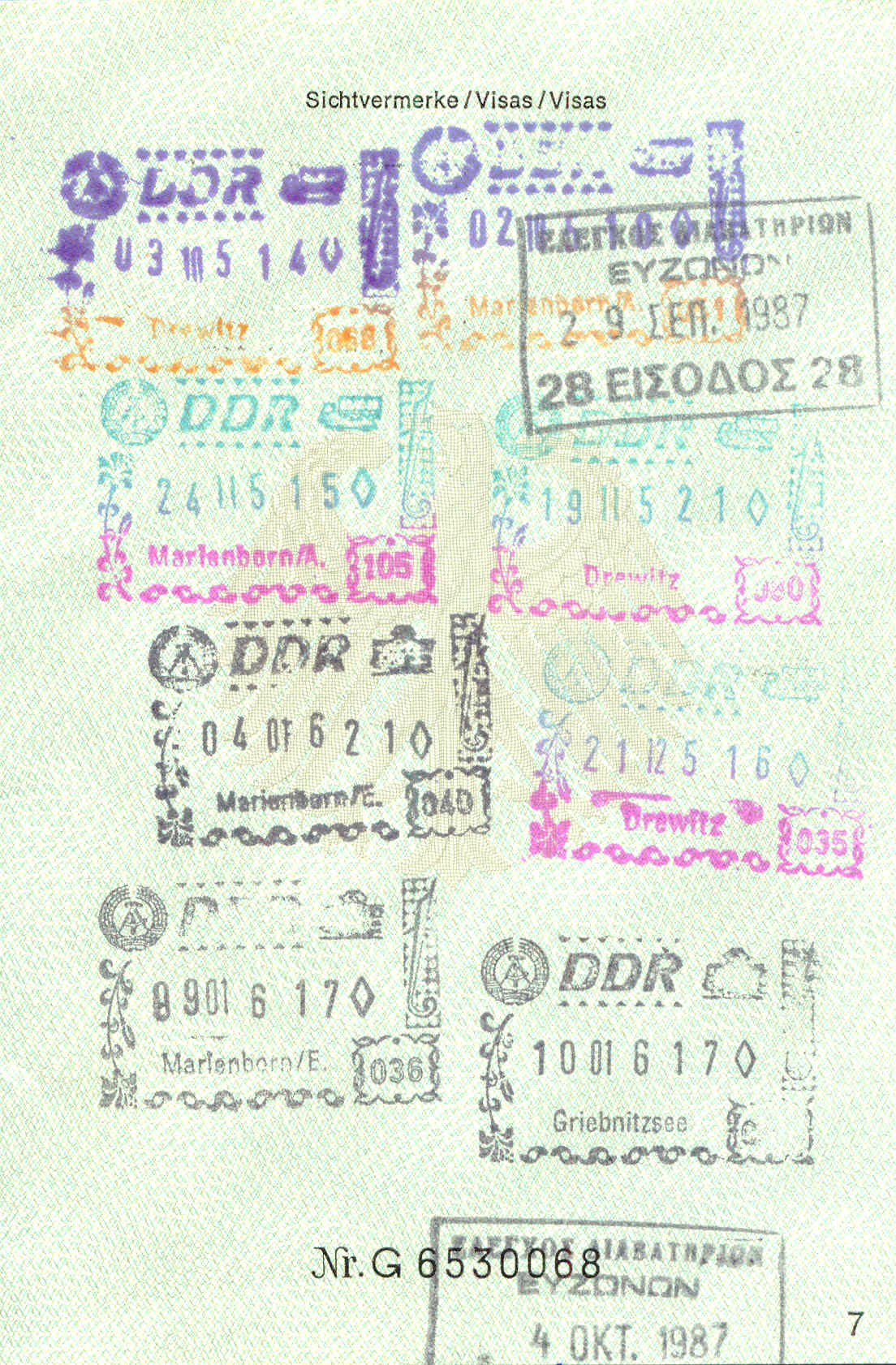
Visastempels van de DDR-overheid in een paspoort.

Bij het gebruik was verlaten van de transitweg, bijvoorbeeld voor een uitje, ten strengste verboden. Transitreizigers moesten het traject zo mogelijk zonder onderbrekingen afleggen. Korte stops op parkeerplaatsen, in wegrestaurants of bij tankstations waren toegestaan. Contacten met DDR-burgers waren, met uitzondering van personeel van winkels langs de transitstrecken, verboden.
Ter bewaking en fotodocumentatie waren op alle transitautosnelwegen altijd civiele voertuigen met medewerkers van het Ministerie voor Staatsveiligheid onderweg. Daarbij werden sporadisch westerse voertuigen met West-Duits kenteken ingezet. Deze waren gedeeltelijk te herkennen aan de verlopen of ontbrekende HU/ASU-plaatjes. Daarnaast werd het traject ook door talrijke burgerinformanten (zogenaamde Inoffizieller Mitarbeiter) van de Stasi (bijvoorbeeld tankstation-medewerkers), de DDR-douane en de Volkspolizei bewaakt.
Bij binnenkomst in de DDR moesten transitreizigers hun persoonsdocumenten (West-Berlijners alleen hun identiteitskaart, burgers van de Bondsrepubliek en buitenlanders alleen hun paspoort) en kentekenbewijs ter registratie afgeven. Men hoefde het voertuig alleen te verlaten als daarvoor voldoende aanleiding was. Aan de grensovergang (in de DDR Grenzübergangsstelle of GÜSt genoemd) werd een visum afgegeven voor eenmalige doorreis. Op het visum stonden de persoonsgegevens en een stempel met de datum en het uur (alleen het uur van de dag werd vermeld, minuten niet) van binnenkomst.
Wanneer de DDR weer verlaten werd werd het visum weer ingetrokken. Aan de hand van de tijd van binnenkomst werd gecontroleerd of de reis zoals voorgeschreven zonder langere stops had plaatsgevonden. Als deze wel hadden plaatsgevonden, dan diende men dit met rekeningen van de Mitropa-restaurants te onderbouwen.
Het transitverkeer door de DDR tussen West-Berlijn en de Bondsrepubliek werd voor het grootste gedeelte (en op het eind in zijn geheel) over autosnelwegen afgewikkeld. Alleen het traject naar Hamburg verliep tot 1980/1981 over de F5 Berlin-Staaken - Nauen - Kyritz - Perleberg - Ludwigslust - Lauenburg. De F5 was weliswaar een hoofdweg, maar deze kon ook zonder motorvoertuig afgelegd worden. Van deze mogelijkheid werd tot 1981 regelmatig gebruikgemaakt door getrainde wielrenners, waarbij het 220 kilometer lange traject tussen Berlijn-Staaken en Lauenburg normaliter in 9 tot 12 uur werd afgelegd. De DDR-overheid tolereerde dit in de zomer, maar dan diende de transitreis wel tussen zonsopkomst en zonsondergang plaats te vinden. In 1981 werden enkele rondwegen als autoweg in gebruik genomen, in 1982 was de A24 Berlin-Heiligensee - Stolpe - Zarrentin - Gudow gereed. Hierna werd ongemotoriseerd transitverkeer niet meer toegestaan.

### Overgangen en trajecten voor het wegverkeer
- Autobahnübergang Kontrollpunkt Dreilinden (Checkpoint Bravo)/Grenzübergangsstelle (GÜSt) Drewitz voor personen- en goederenverkeer. Ook na nieuwbouw van het autosnelwegstuk en de verlegging van de grensovergang op 15 oktober 1969 werd de oude naam behouden. Zehlendorf/Kleinmachnow zou correcter zijn.
  - naar West-Duitsland - richting
    - Geallieerde Checkpoint Alpha, tussen Helmstedt (Nedersaksen) en Marienborn
    - Juchhöh/Töpen (1952-1966 autosnelweg tot Schleiz, dan F2 tot aan de grens)
    - Rudolphstein/Hirschberg (vanaf 1966 autosnelweg richting Beieren, Hof, Neurenberg en München)
    - Herleshausen/Wartha (tot het gereedkomen van het ontbrekende stuk autosnelweg en de brug over de Werra op 15 december 1984 bestond in de grensstreek vanaf Eisenach-West alleen een verbinding over Fernstraßen.)
    - Herleshausen/Wartha (vanaf 15 december 1984 autosnelweg richting Hessen, Frankfurt am Main)

  - naar Tsjechoslowakije
    - Zinnwald/Cínovec

  - naar Polen - richting
    - Pomellen/Kołbaskowo (noorden van Polen, Szczecin, Gdańsk)
    - Frankfurt (Oder)/Słubice (midden van Polen, Warschau)
    - Forst (Lausitz)/Olszyna (zuiden van Polen, Wrocław)

  - naar Scandinavië
    - Sassnitz via veerverbindingen naar Zweden (Trelleborg) en Denemarken (Rønne)
    - Rostock/Warnemünde via veerverbinding naar Denemarken (Gedser), passagiers en bemanning van schepen.
- Autobahnübergang Berlin-Heiligensee/Stolpe (vanaf 21 december 1987 autosnelweg)
  - naar West-Duitsland - richting
    - Gudow/Zarrentin (vanaf 19 november 1982 autosnelweg richting Hamburg)

  - naar Polen - richting
    - Pomellen/Kołbaskowo (noorden van Polen, Szczecin, Gdańsk)

  - naar Scandinavië
    - Sassnitz via veerverbindingen naar Zweden (Trelleborg) en Denemarken (Rønne)
    - Rostock/Warnemünde via veerverbinding naar Denemarken (Gedser), passagiers en bemanning van schepen.
- Berlin-Lichtenrade/Großbeeren, gepland, maar niet gerealiseerd. Zou gaan dienen als autosnelweg-controlepunt voor het transitverkeer.
- Heerstraße in Berlin-Staaken/Dallgow (tot 1951 F5)
- Heerstraße in Berlin-Staaken/Staaken (DDR) (1951 - 21 december 1987 F5)
  - Lauenburg/Horst (tot 19 december 1982 B5/F5 richting Hamburg
    - Deze overgang bood als enige de mogelijkheid om door de DDR te reizen met voertuigen die niet op de autosnelwegen waren toegelaten (bijvoorbeeld fietsen, brommers, tractoren en andere speciale voertuigen. Hierbij moest een voorwaarde in acht worden genomen, het traject diende zonder onderbreking (langere pauzes, overnachting) afgelegd te worden. Dat verviel zonder alternatief bij de opening van de autosnelweg. Tot 1982 verliep het transitverkeer over de Fernstraße 5. Deze weg verliep door talrijke plaatsen. Contacten tussen transitreizigers en de lokale bevolking was officieel niet gewenst. Mede hierom drong de regering van de DDR er bij de regering van de Bondsrepubliek op aan het verkeer af te wikkelen via een reeds voor de oorlog geplande autosnelweg om zo de reistijd te verkorten. Na succesvolle onderhandelingen over de financiering van de nieuw te bouwen autosnelweg door de DDR kon de bouw beginnen. Tijdens de bouw werd het verkeer gedeeltelijk over de oude transitweg omgeleid.

  - Gudow/Zarrentin (vanaf 19 november 1982 autosnelweg richting Hamburg)

## Spoorwegverkeer

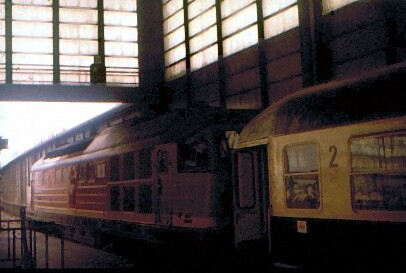
Transittrein gereed voor vertrek in het West-Berlijnse station Berlin Zoo, 1976.

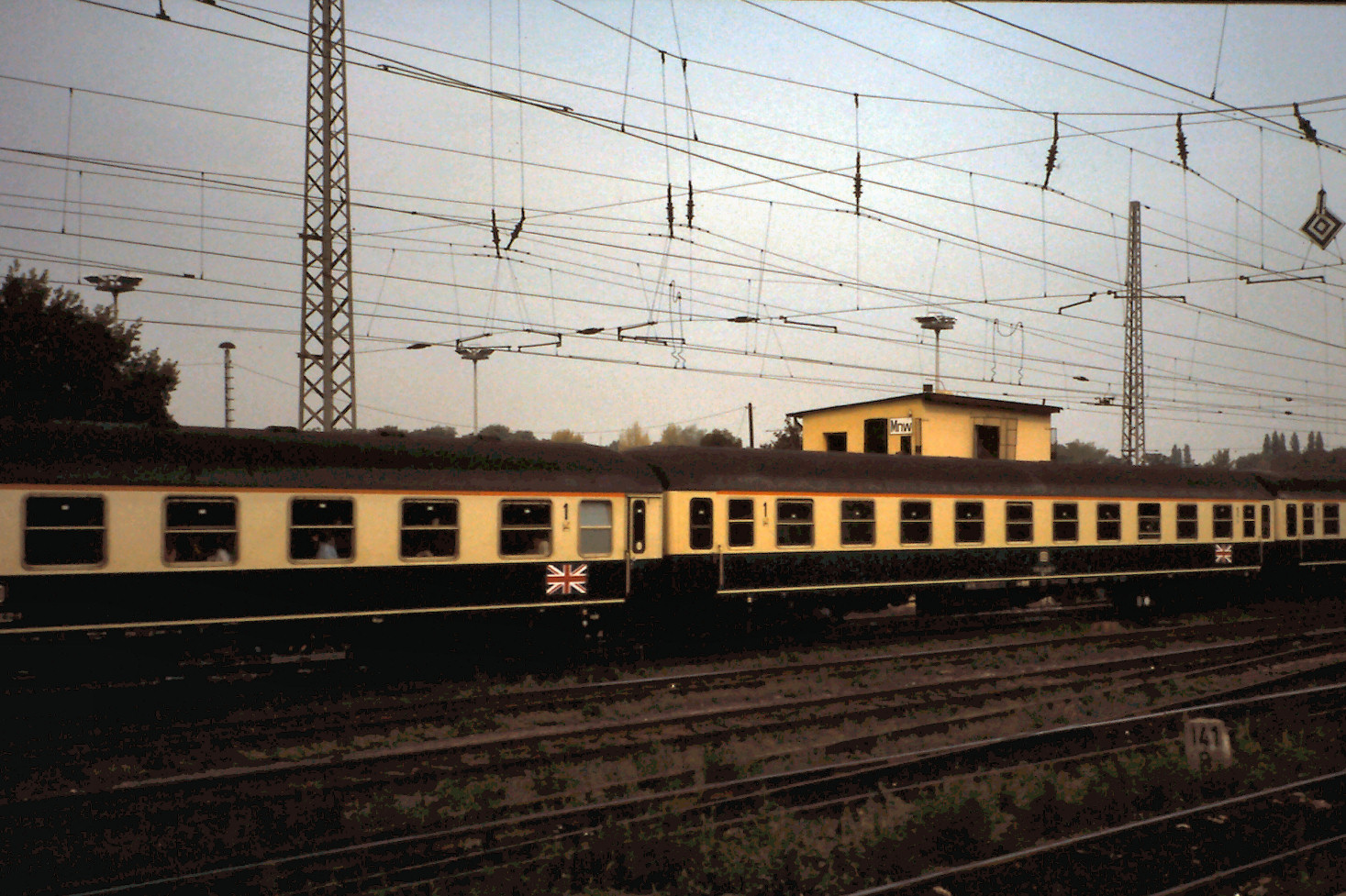
Transittrein met Britse vlag ter hoogte van Maagdenburg, 1988

Bij de transitreis werd na de ondertekening van het Transitakkoord het transitvisum in de rijdende trein afgegeven. Op West-Berlijns gebied was er geen grensstation en geen controle. Het transport werd ook in West-Berlijn verzorgd door de Deutsche Reichsbahn. Bij de medewerkers van de Deutsche Reichsbahn kreeg deze trein ook wel de bijnaam Zitteraal (sidderaal). Dit omdat de trein alleen volgens dienstregeling mocht stoppen en het veiligstellen van de vrije doorgang altijd met angst en beven tegemoet werd gezien.
Het gebruik van de transittreinen nam na het invoering van het Transitakkoord duidelijk toe, hoewel nog steeds veel transitreizigers de auto gebruikten om naar West-Berlijn te reizen. Op het einde reden er treinen tot een lengte van 15 rijtuigen, het maximum dat toegelaten is in Europa in het personenverkeer. Doordat deze treinen langer waren dan de perrons kwam 1 rijtuig altijd buiten het perron te staan.
Belangrijke westerse personen en functionarissen mochten alleen per vliegtuig naar West-Berlijn reizen. Dit omdat dat de enige wijze was om van de Bondsrepubliek naar West-Berlijn te reizen zonder bemoeienis van de Oost-Duitse overheid.
Na 1990 werd bekend dat de transittreinen door DDR-spionnen vaak werd gebruikt als geheime dropplaats voor hun berichten. Tot 2 oktober 1990 was er op het DDR-grondgebied altijd een begeleidingscommando van de Transportpolizei aan boord.

### Overgangen en wegen voor het spoorwegverkeer
- Duits-Duitse grens
  - Helmstedt/Marienborn (richting westen, Hannover)
  - Büchen/Schwanheide (richting noorden, Hamburg)
  - Bebra/Gerstungen (richting Hessen, Frankfurt am Main)
  - Ludwigsstadt/Probstzella (richting zuiden, Bamberg, Würzburg, Neurenberg, München)
  - Hof/Gutenfürst (richting zuiden, Hof, Regensburg, München) vanaf oktober 1972
- grens DDR c.q Oost-Berlijn met West-Berlijn
  - Berlin-Wannsee/Griebnitzsee (personenverkeer) en Berlin-Wannsee/Drewitz (goederenverkeer)
  - Berlin-Spandau/Staaken (DDR) vanaf 1976, daarvoor alleen goederenverkeer. Het personenverkeer werd van 1961 tot 1976 afgewikkeld via de overgang Berlin-Wannsee/Griebnitzsee.
  - Berlin-Zoo/Berlin-Friedrichstraße
  - Berlin-Spandau/Albrechtshof (alleen in 1961, daarna via Staaken c.q. Griebnitzsee)
- Treinen (doorgaande rijtuigen) vanaf Berlin-Zoo naar Kopenhagen via het spoorveer Warnemünde - Gedser (dagtrein Neptun, nachttrein Ostsee-Express), Malmö - Stockholm en Praag - Wenen (Vindobona). Doorgaande rijtuigen richting Polen (o.a. Parijs - Moskou bijvoorbeeld de Ost-West-Express). Voor transittreinen uit het westen was Berlin-Friedrichstraße het eindpunt.
  - Veel treinverbindingen uit Oost- en Zuidoost-Europa eindigden op Berlin-Ostbahnhof of Berlin-Lichtenberg. Slechts enkele treinen reden door naar Berlin-Zoo. In de regel dienden reizigers uit het oosten door middel van de S-Bahn of metro verder naar West-Berlijn te reizen.

### Vaarwegen
De talrijke grensovergangen op de vaarwegen (bijvoorbeeld op Spree, Havel en Teltowkanaal) was alleen voor het zakelijke verkeer toegestaan. Sportboten dienden op binnenschepen of gesleept het traject af te leggen.

#### Overgangen voor de scheepvaart
- Kleinmachnow/Dreilinden, Teltowkanaal
- Kleinmachnow, Teltowkanaal (vanaf 1981)
- Potsdam-Nedlitz, Jungfernsee, Havel
  - Cumlosen/Schnackenburg (Elbe)
  - Buchhorst bei Oebisfelde/Rühen (Mittellandkanaal)
- Hennigsdorf, Teufelsseekanaal (alleen voor wisselverkeer en transitverkeer naar Polen toegestaan, richting de Bondsrepubliek niet toegestaan)
- Berlin-Mitte Marschallbrücke (zoals boven)
- Berlin-Britz Britzer Zweigkanal (zoals boven)
- Berlin-Treptow Osthafen (zoals boven)

### Luchtverkeer
Voor doorreis van/naar Luchthaven Berlin-Schönefeld
- Waltersdorfer Chaussee/Rudower Chaussee (transferbus van/naar West-Berlijn)

daarbij volledig in Oost-Berlijn gelegen
- Berlin-Friedrichstraße
  - Er waren geen directe vluchten tussen Berlin-Schönefeld en de Bondsrepubliek. DDR-reizigers vlogen daarom meestal via Praag naar de Bondsrepubliek.

Voor het luchtverkeer naar West-Berlijn werd gebruikgemaakt van drie luchtwegen. Naast dat het de snelste manier was om West-Berlijn te bereiken, was het tevens de enige manier om zonder DDR-controles West-Berlijn te bereiken. Alleen geallieerde luchtvaartmaatschappijen mochten vliegen op West-Berlijn.
Lijnvluchten werden uitgevoerd door PanAm en Modern Air uit de Verenigde Staten en British Airways en Air France. Het regionale luchtverkeer werd uitgevoerd door de Franse luchtvaartmaatschappij TAT. Later ook de gemeenschappelijke dochter van Air France en Lufthansa met de in Frankrijk toegelaten Euroberlin. Daarnaast waren er ook chartervluchten voor vakantiegangers en andere speciale vluchten. Een van de luchtvaartmaatschappijen die deze vluchten uitvoerden was Air Berlin.

## Financiële vergoedingen
Toen men begon met het invoeren van gebruiksrechten dienden de transitreizigers deze zelf te betalen. Ook na invoering van het transitvisum moesten de transitreizigers deze zelf betalen. Voor sommige reizigers werden deze kosten door de Bondsregering betaald. Via het postkantoor werden de kosten voor het visum dan vergoed.
Voor de verbetering en bouw van transitwegen deed de regering van de Bondsrepubliek betalingen aan de regering van de DDR.
| Maatregelen | Mln. DM |
| --- | ------- |
| Grondvernieuwing van de autosnelweg tussen Berliner Ring, Abzweig Leipzig (nu A 10/A 9, Dreieck Potsdam) tot Marienborn Grondvernieuwing en verbouwen tot zesstrooksweg van Abzweig Drewitz (nu Dreieck Nuthetal) van de Berlijnse ring tot Abzweig Leipzig (Dreieck Potsdam). | 259,5   |
| Verbouwing van de autosnelweg tussen de GÜSt Marienborn en de grens (Helmstedt) | 2,7     |
| Vernieuwing van de autosnelwegbrug bij Helmstedt | 0,3     |
| Volledig nieuwe aanleg van de autosnelweg (tegenwoordig A24) tussen Berlijn en de Bondsrepubliek inclusief de aanleg van 2 DDR-grensovergangen in Zarrentin en Stolpe | 1 200,0 |
| Bouw van een stuk autosnelweg tussen de aansluiting Eisenach/West en de grens met de Bondsrepubliek, inclusief een brug over de Werra en de DDR-grensovergang | 268,0   |
| Opening van de grensovergang Staaken voor het personenverkeer | 51,0    |
| Verbetering van het spoorwegtransitverkeer, tweesporig bedrijf tussen Griebnitzsee en West-Berlijn, reconstructie van het station Berlin-Rummelsburg, tweesporige uitbouw tussen de stations Potsdam/Stadt en Werder                                                           | 80,0    |
| Tweesporige uitbouw van de spoorlijn tussen Berlin-Wannsee en de grens met de DDR | 9,0     |
| Reparatie van de door transitschepen gebruikte transit-waterwegen. | 120,0   |
| Opening van het Teltowkanaal voor de binnenvaart | 70,0    |
| Verbouwing van het door transitverkeer gebruikte Mittellandkanaal | 150,0   |
| Som der betalingen van de Bondsregering aan de DDR in mln. DM | 2.210,5 |

Daarbovenop kwamen voor de Bondsrepubliek de kosten voor bijbehorende infrastructuur en de bouw die aan de transitautosnelweg grensde aan de westelijke zijde (bijvoorbeeld aansluitende wegen, controlepunten). Alle vergoedingen aan de DDR voor gebruiksrechten en visa zijn hierin niet meegenomen. Voor de DDR waren de deviezen die door het reisverkeer door de DDR werden ontvangen een van de grootste inkomstenposten.
Met vergoedingen voor andere doelen zoals milieubescherming, postverkeer, vrijkoop van mensen die verhuisden van de DDR naar de Bondsrepubliek alsmede politieke gevangenen is hierbij geen rekening gehouden. Naast geld werden er ook vaak goederen aan de DDR geleverd als tegenprestatie.

## Aantal transitreizigers
Als voorbeeld de cijfers van het aantal transitreizigers in de 2 laatste jaren dat de DDR bestond. Dit betreft alleen het verkeer Bondsrepubliek - West-Berlijn (en vice versa). Daarbij moeten het wisselverkeer en de transitreizigers die naar andere landen reisden nog opgeteld worden.